# Mitgliedervotum der SPD zum Koalitionsvertrag 2018

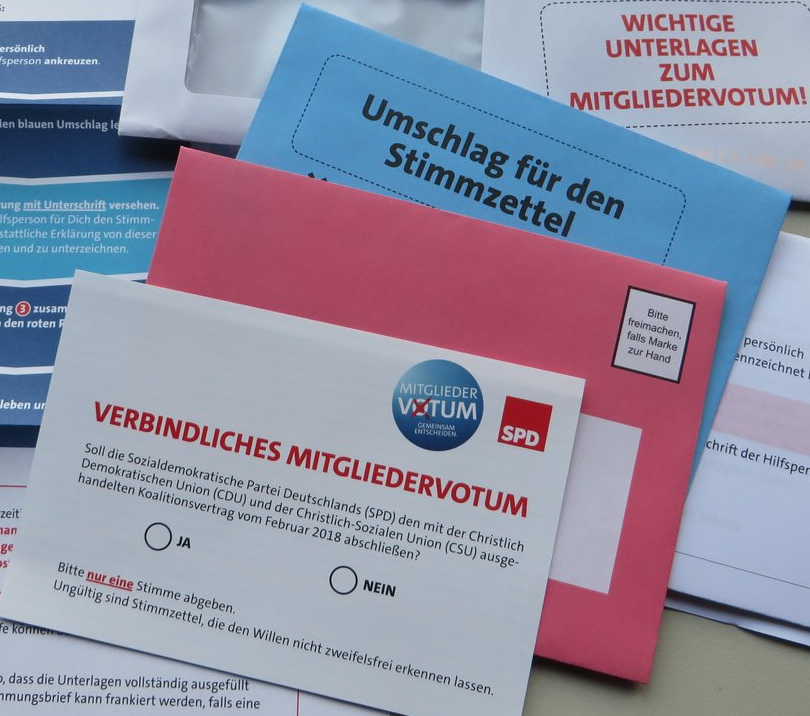
Abstimmungsunterlagen

Logo der SPD

Das Mitgliedervotum der SPD zum Koalitionsvertrag 2018 war eine Befragung der Mitglieder der SPD, die über den Koalitionsvertrag von 2018 zur Bildung einer gemeinsamen Bundesregierung mit CDU und CSU entscheiden sollten. Das Ergebnis wurde am 4. März 2018 verkündet. Nach gültigen Stimmen entschieden sich 66,02 Prozent der Mitglieder für den Koalitionsvertrag.

## Hintergrund
Nach der Bundestagswahl im September 2017, bei der die SPD mit 20,5 % der Zweitstimmen ihren bis dahin schlechtesten Wert bei Bundestagswahlen erreichte, schloss ihr Vorsitzender Martin Schulz eine Beteiligung an einer erneuten Großen Koalition aus und kündigte an, dass die SPD in die Opposition gehen werde.
Daraufhin führten die Unionsparteien Gespräche mit FDP und Bündnis 90/Die Grünen und nahmen Sondierungen zur Bildung einer sogenannten Jamaika-Koalition auf. Nach mehreren Wochen wurde die Sondierungsgespräche abgebrochen, weil die FDP sie am 20. November 2017 nicht mehr fortführen wollte.
Zunächst bekräftigten SPD-Spitzenpolitiker um Schulz, dass man zu Verhandlungen mit den Unionsparteien weiterhin nicht bereit sei. Nach der Aufforderung von Bundespräsident Frank-Walter Steinmeier an alle Parteien, Gesprächsbereitschaft zu zeigen, stimmte am 7. Dezember 2017 ein SPD-Parteitag für die Aufnahme von Sondierungsgesprächen. Diese fanden vom 7. bis 12. Januar 2018 statt. Am 21. Januar legitimierte ein Sonderparteitag den SPD-Parteivorstand zu Koalitionsgesprächen mit CDU und CSU, welche am 7. Februar mit einem Koalitionsvertrag erfolgreich abgeschlossen wurden.
Fünf Anträge gegen das Mitgliedervotum wurden vom Bundesverfassungsgericht zurückgewiesen.

## Ablauf des Mitgliedervotums

### Stimmberechtigung und Abstimmungsverfahren
Stimmberechtigt waren alle SPD-Mitglieder, unabhängig von ihrem Alter und ihrer Staatsangehörigkeit, die am 6. Februar 2018 um 18:00 Uhr als Mitglied gemeldet waren. Dabei handelt es sich um 463.723 Parteimitglieder.
Jedes SPD-Mitglied erhielt bis zum 20. Februar 2018 per Post die Abstimmungsunterlagen. Die Abstimmungsfrage lautete:

„Soll die Sozialdemokratische Partei Deutschlands (SPD) den mit der Christlich Demokratischen Union (CDU) und der Christlich-Sozialen Union (CSU) ausgehandelten Koalitionsvertrag vom Februar 2018 abschließen?“

Entsprechend § 14 Absatz 3 des SPD-Organisationsstatuts konnte mit „Ja“ oder „Nein“ gestimmt werden. Es wurden nur Briefe bei der späteren Auszählung berücksichtigt, die bis zum 2. März in der SPD-Parteizentrale eingegangen sind. Für Auslands-Mitglieder wurde eine Online-Abstimmung eingerichtet. Die Partei gab im Vornherein bekannt, das Ergebnis als bindend zu betrachten, wenn sich mindestens 20 Prozent der Mitglieder beteiligen. Bereits nach drei Tagen gingen die Stimmen von 20 Prozent der Mitglieder ein, sodass das Votum letztlich bindend war.

### Kritik am Abstimmungsverfahren

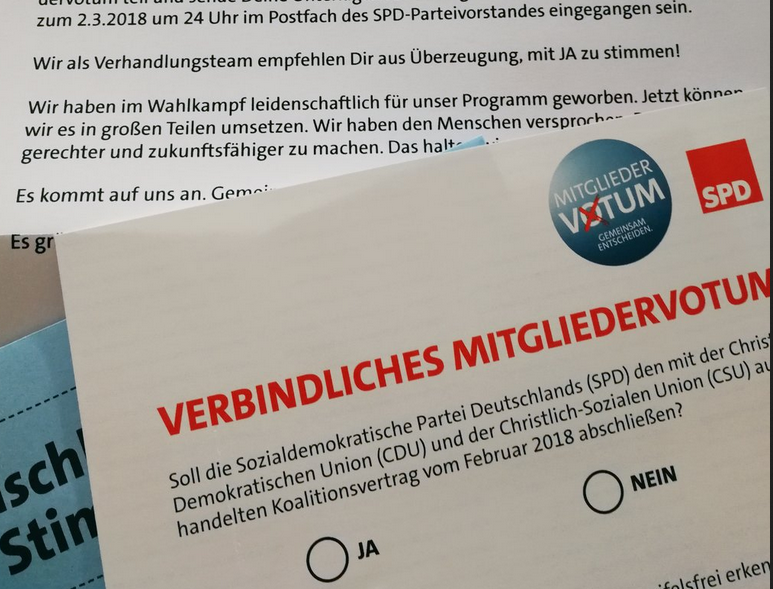
Zustimmungsempfehlung und Stimmzettel

Auf dem Sonderparteitag der SPD am 21. Januar 2018 war im Rahmen eines Leitantrags des Parteivorstandes beschlossen worden:

„Damit dieser Prozess innerhalb der Partei uns stärkt, ist uns wichtig, dass ein Abstimmungsverfahren angesichts der leidenschaftlichen Debatte in der Partei von besonderer Fairness gekennzeichnet ist. Zur Gewährleistung eines fairen Verfahrens wird der Parteivorstand sicherstellen, dass im Rahmen der Öffentlichkeitsarbeit, und vor allem auch im Rahmen von Diskussionsveranstaltungen, die diskursive Bandbreite der Debatte abgebildet wird.“

Bei den vom Parteivorstand durchgeführten Regionalkonferenzen sowie in einer Sonderausgabe des Vorwärts zur Mitgliederbefragung wurde den Argumenten gegen eine große Koalition und deren Vertretern erheblich weniger Raum eingeräumt. Zusammen mit den Wahlunterlagen wurde den Mitgliedern dann ein dreiseitiger Empfehlungsbrief für die Zustimmung zur großen Koalition übersandt, in dem das Verhandlungsteam für eine Zustimmung warb. Die Vertreter der Gegner einer großen Koalition bekamen keine Möglichkeit, ihre Argumente den Mitgliedern in diesem Schreiben vorzustellen.

### Auszählung
Die eingegangenen Briefe wurden unter der Kontrolle eines Notars und der Mandatsprüfungs- und Zählkommission (MPZK) geöffnet. Diese setzte sich aus Gesandten der Landes- und Bezirksverbände zusammen. Am 3. und 4. März wurden die Stimmen ausgezählt. Das Ergebnis wurde der Öffentlichkeit am 4. März mitgeteilt.

## Ergebnis
| Stimmberechtigte | abgegebene Stimmen            | gültige Stimmen  | Ja                | Nein              |
| ---------------- | ----------------------------- | ---------------- | ----------------- | ----------------- |
| 463.722          | 378.437 (Beteiligung: 78,4 %) | 362.933 (95,9 %) | 239.604 (66,02 %) | 123.329 (33,98 %) |

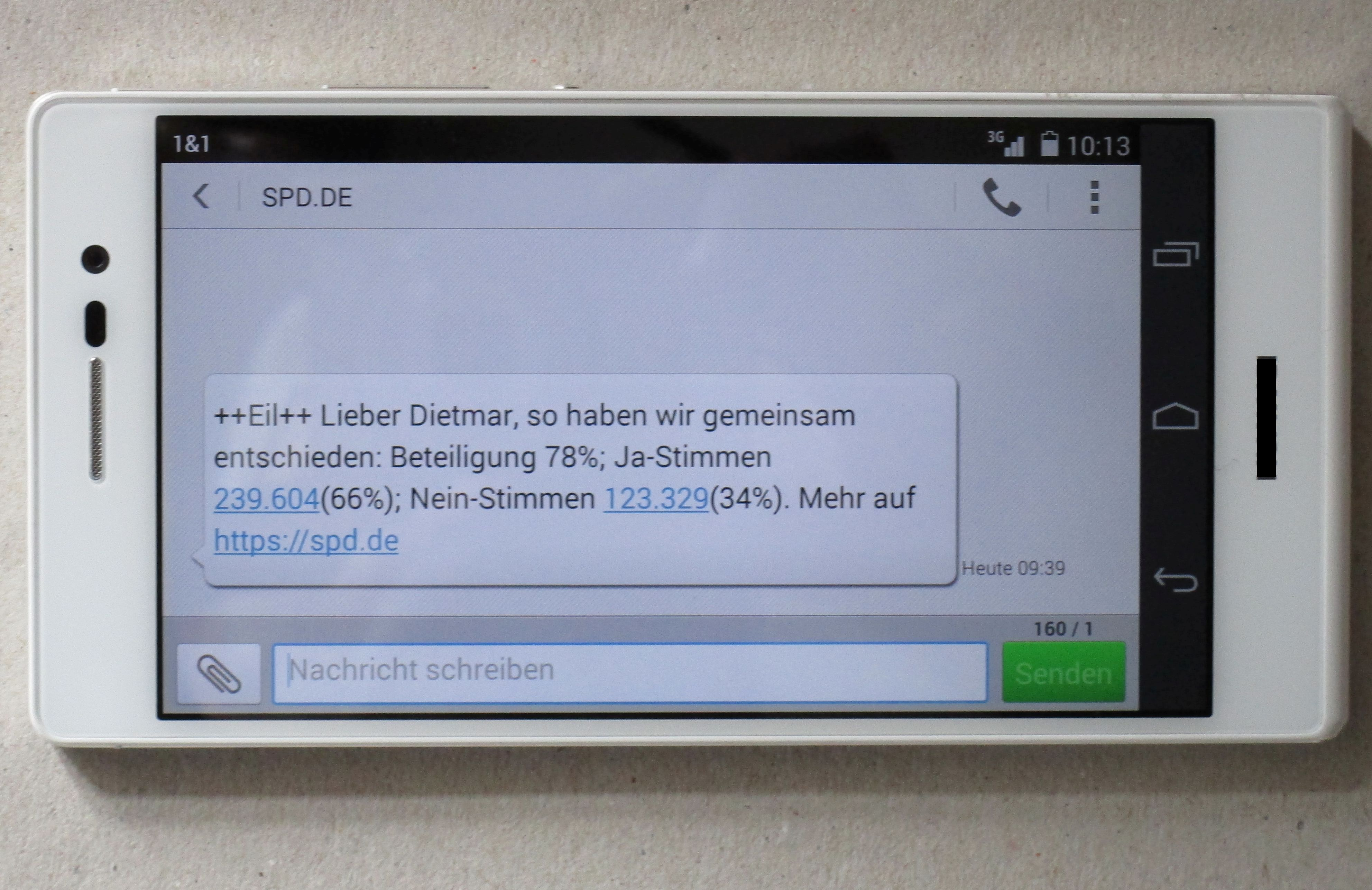
Information der Mitglieder per SMS

Alle Parteimitglieder wurden per E-Mail und, soweit Mobiltelefonnummern hinterlegt waren, auch per SMS über das Ergebnis unterrichtet.